# Rūjiena
Rūjiena (historiskt tyskt namn Rujen) är en ort i Lettland. Den ligger i Valmiera kommun, i den norra delen av landet. Rūjiena ligger 62 meter över havet och antalet invånare är 3 638.
Terrängen runt Rūjiena är mycket platt. Runt Rūjiena är det glesbefolkat, med 12 invånare per kvadratkilometer. Omgivningarna runt Rūjiena är en mosaik av jordbruksmark och naturlig växtlighet.